# NGC 1298
NGC 1298 é uma galáxia elíptica (E) localizada na direcção da constelação de Eridanus. Possui uma declinação de -02° 06' 49" e uma ascensão recta de 3 horas, 20 minutos e 13,0 segundos.
A galáxia NGC 1298 foi descoberta em 4 de Janeiro de 1864 por Heinrich Louis d'Arrest.